# Discographie d'Ariane Moffatt
Ariane Moffatt est l'interprète de 9 albums studios, 2 albums live et 2 albums-concepts. Auteure-compositrice-interprète québécoise, elle est récompensée de plusieurs Prix Félix tout au long de sa carrière.
12 chansons chansons ont fait office de single.

## Albums

### Albums studio
|                                                                              | Titre | Classements | Classements | Classements | Certifications | Ventes |
| CAN                                                                          | Titre | FRA         | WAL         |             | Certifications | Ventes |
| Aquanaute - Sortie : 4 juin 2002 - Label : Audiogram                         | -     | -           | -           | Platine     | 130 000        |        |
| Le cœur dans la tête - Sortie : 16 novembre 2005 - Label : Audiogram         | -     | 126         | -           | Or          | 50 000         |        |
| Tous les sens - Sortie : 22 avril 2008 - Label : Audiogram                   | 2     | 68          | 88          | Or          | 80 000         |        |
| MA - Sortie : 27 février 2012 - Label : Audiogram                            | 2     | 180         | -           | Or          | 40 000         |        |
| 22h22 - Sortie : 10 février 2015 - Label : Simone Records                    | 4     | -           | -           | N/D         | N/D            |        |
| Petites mains précieuses - Sortie : 19 octobre 2018 - Label : Simone Records | 42    | -           | -           | N/D         | N/D            |        |
| Incarnat - Sortie : 26 mars 2021 - Label : Simone Records                    | N/D   | N/D         | N/D         | N/D         | N/D            |        |

### Bandes sonores
|                                                                                  | Titre | Classements | Certifications | Ventes |
| CAN                                                                              | Titre |             | Certifications | Ventes |
| Trauma (Chansons de la série TV) - Sortie : 30 novembre 2010 - Label : Audiogram | 9     | Or          | 40 000         |        |
| La démesure d'une 32a - Sortie : 13 novembre 2013 - Label : Audiogram            | -     | N/D         | N/D            |        |